# Херман Минковски
Херман Минковски  (Алексотас, 22. јун 1864 — Гетинген, 12. јануар 1909) је био истакнути немачки математичар и физичар, професор универзитета у Цириху и Гетингену. Био је ученик Давида Хилберта, а докторирао је врло млад на Универзитету у Кенигсбергу 1885. године. За време студија добио тзв. велику награду Париске академије наука за рад из теорије бројева. Поставио геометријску теорију бројева увевши оригиналне геометријске методе и објавио значајне радове из теорије полиедара, теорије конвексних фигура, топологије, математичке физике и хидродинамике. Минковски је био професор на универзитетима у Бону, Кенигсбергу, Цириху и Гетингену. У познатом делу Простор и време (Raum and Zeit, 1907) увео је појам четвородимензионалног простора дајући тиме геометријску интерпретацију специјалне теорије релативности. Бавио се углавном чистом математиком, а главни допринос му је "геометрија бројева".